# شاه‌سرخس
شاه‌سرخس، دهان شور، سرخ سلطنتی (نام علمی: Osmunda) سرده‌ای از تیره شاه‌سرخسیان با پنج تا ده گونه که اساساً مختص نواحی معتدل هستند؛ گیاهان این سرده دارای برگ‌شاخه‌های کاملاً دوریختی یا نیمه‌دوریختی با فتوسنتز سبز سترون هستند و برگچه‌های غیرفتوسنتزی بارور با هاگدان‌های بزرگ و برهنه دارند.